# Bisdom Lai

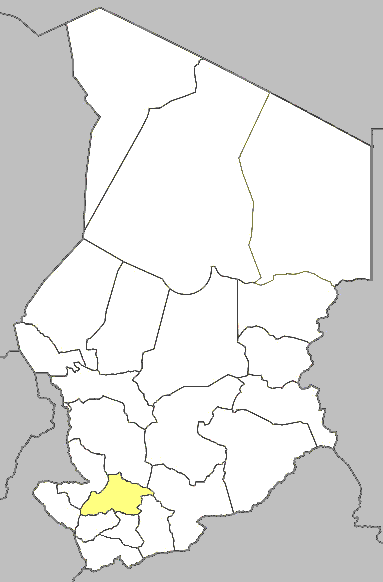
Kaart met in geel de ligging van het bisdom Lai binnen Tsjaad.

Het bisdom Lai (Latijn: Dioecesis Laiensis) is een van de zeven rooms-katholieke bisdommen van de kerkprovincie in Tsjaad en is suffragaan aan het aartsbisdom N'Djaména. Het bisdom heeft een oppervlakte van 18.050 km² en heeft als zetel de stad Laï.
Het bisdom telde in 2004 ongeveer 100.000 katholieken, wat zo'n 17,4% van de totale bevolking van 574.000 was. Het bisdom telde toen 10 parochies. In 2019 waren er ongeveer 140.000 katholieken (16% van de bevolking) en 15 parochies.

## Geschiedenis
- 28 november 1998: Oprichting als bisdom Lai uit delen van bisdom Doba en bisdom Moundou

## Speciale kerken
De kathedraal van het bisdom Lai is de Cathédrale de la Sainte-Famille in Laï.

## Bisschoppen
- Miguel Angel Sebastián Martínez, M.C.C.I. (1998-2018)
- Nicolas Nadji Bab (2019-)